# ジェフ・カラン
ジェフ・カラン（Jeff Curran、1977年9月2日 - ）は、アメリカ合衆国イリノイ州マクヘンリー出身の男性総合格闘家。チーム・カラン主宰。元修斗米大陸ライト級王者。
粘り強いグラウンドテクニックを持ち、ポジショニングのレベルも高い。その姿から「ビッグ・フロッグ」の異名を持つ。
総合格闘家のパット・カランは従弟。

## 来歴
16歳からペドロ・ソーヤーの下でブラジリアン柔術を始め、青帯時代の19歳でジムを設立した。
2004年3月、総合格闘技団体「Xtreme Fighting Organization」を設立した。
2005年11月19日、Ironheart Crownで行われた修斗米大陸ライト級（-65kg）王座決定戦でアントニオ・カルバーリョと対戦し、2-0の判定勝ちを収め王座獲得に成功した。
2006年2月17日、KOTCでチャールズ・"クレイジー・ホース"・ベネットと対戦し、腕ひしぎ十字固めで一本勝ち。
2006年8月26日、PRIDE初参戦となったPRIDE 武士道 -其の十二-で日沖発と対戦し、0-3の判定負け。
2006年10月14日、カナダで開催されたAPEX世界フェザー級王座決定戦でヴァグネイ・ファビアーノと対戦し、2-1の判定勝ちを収め王座獲得に成功した。
2007年8月5日、WEC初参戦となったWEC 29でステファン・レッドベターと対戦し、3-0の判定勝ち。
2007年12月12日、WEC 31のWEC世界フェザー級タイトルマッチでユライア・フェイバーと対戦し、フロントチョークで一本負けを喫し王座獲得に失敗した。
2009年4月5日、バンタム級転向初戦となったWEC 40でジョセフ・ベナビデスと対戦し、0-3の判定負け。8月9日、WEC 42で水垣偉弥と対戦し、1-2の判定負け。
2009年9月26日、アブダビコンバット2009・66kg未満級に出場。1回戦でライアン・ホールと対戦し、敗退した。
2009年11月7日、Strikeforce初参戦となったStrikeforce: Fedor vs. Rogersでダスティン・ニースと対戦し、脇腹負傷によるギブアップ勝ち。
2010年4月15日、Bellator初参戦となったBellator 14でブライアン・ゴールズビーと対戦し、0-3の判定負け。

### UFC復帰
2011年10月29日、7年ぶりのUFC参戦となったUFC 137でスコット・ヨルゲンセンと対戦し、0-3の判定負け。
2012年5月15日、UFC on Fuel TV 3でジョニー・エドゥアルドと対戦し、0-3の判定負け。2連敗となりUFCからリリースされた。

## 戦績

### 総合格闘技
| 総合格闘技 戦績 | 総合格闘技 戦績 | 総合格闘技 戦績 | 総合格闘技 戦績 | 総合格闘技 戦績 | 総合格闘技 戦績 | 総合格闘技 戦績 |
| --------------- | --------------- | --------------- | --------------- | --------------- | --------------- | --------------- |
| 54 試合         | (T)KO           | 一本            | 判定            | その他          | 引き分け        | 無効試合        |
| 36 勝           | 1               | 24              | 14              | 0               | 1               | 0               |
| 17 敗           | 3               | 3               | 11              | 0               | 1               | 0               |

| 勝敗 | 対戦相手                                   | 試合結果                         | 大会名                                                        | 開催年月日     |
| ×    | メルヴィン・ブルーマー                     | 1R 4:58 KO（右バックブロー）     | RFA 24: Smith vs. Romero                                      | 2015年3月6日   |
| ×    | ペドロ・ムニョス                           | 5分5R終了 判定1-2                | RFA 9: Munhoz vs. Curran 【RFAバンタム級王座決定戦】          | 2013年8月16日  |
| ○    | ジョシュア・キリオン                       | 5分3R終了 判定3-0                | Extreme Challenge 227                                         | 2013年5月3日   |
| ×    | ジョニー・エドゥアルド                     | 5分3R終了 判定0-3                | UFC on Fuel TV 3: Korean Zombie vs. Poirier                   | 2012年5月15日  |
| ×    | スコット・ヨルゲンセン                     | 5分3R終了 判定0-3                | UFC 137: Penn vs. Diaz                                        | 2011年10月29日 |
| ○    | ビリー・ヴォーン                           | 5分3R終了 判定3-0                | XFO 39                                                        | 2011年5月13日  |
| ○    | デビッド・ラブ                             | 5分3R終了 判定3-0                | XFO 37                                                        | 2010年12月4日  |
| ×    | ブライアン・ゴールズビー                   | 5分3R終了 判定0-3                | Bellator 14                                                   | 2010年4月15日  |
| ○    | 堀友彦                                     | 5分3R終了 判定3-0                | XFO 34: Curran vs. Hori                                       | 2009年12月5日  |
| ○    | ダスティン・ニース                         | 1R 1:39 ギブアップ（脇腹の負傷） | Strikeforce: Fedor vs. Rogers                                 | 2009年11月7日  |
| ×    | 水垣偉弥                                   | 5分3R終了 判定1-2                | WEC 42: Torres vs. Bowles                                     | 2009年8月9日   |
| ×    | ジョセフ・ベナビデス                       | 5分3R終了 判定0-3                | WEC 40: Torres vs. Mizugaki                                   | 2009年4月5日   |
| ×    | マイク・トーマス・ブラウン                 | 5分3R終了 判定0-3                | WEC 34: Faber vs. Pulver                                      | 2008年6月1日   |
| ×    | ユライア・フェイバー                       | 2R 4:24 フロントチョーク         | WEC 31: Faber vs. Curran 【WEC世界フェザー級タイトルマッチ】  | 2007年12月12日 |
| ○    | ステファン・レッドベター                   | 5分3R終了 判定3-0                | WEC 29: Condit vs. Larson                                     | 2007年8月5日   |
| ○    | ジョン・マーロウ                           | 5分3R終了 判定2-1                | KOTC: Damage Control                                          | 2007年5月26日  |
| ○    | ケビン・イングリッシュ                     | 2R 1:12 フロントチョーク         | IFL: Moline                                                   | 2007年4月7日   |
| ○    | ドニー・ウォーカー                         | 3R 3:23 チョークスリーパー       | KOTC: Hard Knocks                                             | 2007年1月19日  |
| ○    | ハファエル・アスンソン                     | 5分3R終了 判定2-0                | XFO 13: Operation Beatdown                                    | 2006年11月11日 |
| ○    | ヴァグネイ・ファビアーノ                   | 5分3R終了 判定2-1                | APEX: A Night of Champions 【APEX世界フェザー級王座決定戦】   | 2006年10月14日 |
| ×    | 日沖発                                     | 2R（10分/5分）終了 判定0-3       | PRIDE 武士道 -其の十二-                                       | 2006年8月26日  |
| ○    | チャールズ・"クレイジー・ホース"・ベネット | 1R 3:23 腕ひしぎ十字固め         | KOTC: Redemption on the River                                 | 2006年2月17日  |
| ○    | アントニオ・カルバーリョ                   | 5分3R終了 判定2-0                | Ironheart Crown 9: Purgatory 【修斗米大陸ライト級王座決定戦】 | 2005年11月19日 |
| ○    | スティーブ・キニソン                       | 3R 1:47 チョークスリーパー       | XFO 6: Judgement Day                                          | 2005年6月25日  |
| ○    | ルーク・スペンサー                         | 2R 2:34 チョークスリーパー       | SuperBrawl 40                                                 | 2005年4月30日  |
| ○    | デビッド・ダグラス                         | 1R 1:39 チョークスリーパー       | IFC: Eve of Destruction                                       | 2005年3月5日   |
| ○    | ジェイソン・デント                         | 5分3R終了 判定3-0                | XFO 3                                                         | 2004年10月2日  |
| ○    | 大石真丈                                   | 1R 0:44 フロントチョーク         | ZST.6                                                         | 2004年9月12日  |
| ○    | 野中公人                                   | 3R 4:35 チョークスリーパー       | SuperBrawl 35                                                 | 2004年4月16日  |
| ○    | ダン・スウィフト                           | 3R 0:44 三角絞め                 | XFO 1: The Kickoff                                            | 2004年3月14日  |
| ×    | マット・セラ                               | 5分3R終了 判定0-3                | UFC 46: Supernatural                                          | 2004年1月31日  |
| ×    | 山本"KID"徳郁                              | 5分3R終了 判定0-3                | SuperBrawl 29                                                 | 2003年5月9日   |
| ○    | トッド・ラリー                             | 1R 4:49 三角絞め                 | WFA 3: Level 3                                                | 2002年11月23日 |
| ○    | ライアン・アッカーマン                     | 5分3R終了 判定3-0                | Ironheart Crown 5: Tribulation 【IHCフェザー級王座決定戦】    | 2002年10月26日 |
| ○    | バレット・ヨシダ                           | 2R 2:08 KO（パンチ）             | UCC Hawaii: Eruption in Hawaii                                | 2002年9月17日  |
| ○    | バオ・クァーチ                             | 5分3R終了 判定2-0                | WEC 4: Rumble Under the Sun                                   | 2002年8月31日  |
| ×    | アイヴァン・メンジバー                     | 5分3R終了 判定0-3                | UCC 10: Battle for the Belts 2002                             | 2002年6月15日  |
| ○    | マックス・マリン                           | 2R 3:46 三角絞め                 | Ultimate Athlete 1: The Genesis                               | 2002年1月17日  |
| ×    | アンソニー・ハムレット                     | 1R 0:11 KO（グラウンドの肘打ち） | HOOKnSHOOT: Kings 2 【HnSフェザー級王座決定戦】               | 2001年11月18日 |
| △    | 吉澤亮二                                   | 5分2R終了 引き分け               | HOOKnSHOOT: Quake                                             | 2001年3月10日  |
| ○    | ジェイミー・ウェブ                         | 1R 2:44 ギブアップ（パンチ連打） | Freestyle Combat Challenge 3                                  | 2001年1月6日   |
| ○    | トニー・デドルフ                           | 5分3R終了 判定2-1                | Extreme Challenge 31                                          | 2000年3月24日  |
| ○    | ロン・マシューズ                           | 三角絞め                         | Bangkok Brawl                                                 | 2000年3月20日  |
| ○    | サム・ウェルズ                             | 1R 16:04 三角絞め                | Midwest Absolute Challenge                                    | 1999年12月4日  |
| ×    | フィル・ジョーンズ                         | 1R 0:31 ギブアップ（打撃）       | Cage Combat 4                                                 | 1999年9月26日  |
| ○    | ジェレミー・ボルト                         | 1R 4:30 三角絞め                 | Extreme Combat Challenge                                      | 1999年8月17日  |
| ×    | フィル・ジョーンズ                         | 1R KO（パンチ連打）              | HOOKnSHOOT: Rising                                            | 1999年6月12日  |
| ○    | チャールズ・バロン                         | 1R 腕ひしぎ十字固め              | Chicago Challenge 6                                           | 1999年5月22日  |
| ○    | サム・ウェルズ                             | 15分1R終了 判定                  | Freestyle Combat Challenge 1                                  | 1999年4月19日  |
| ○    | ジェフ・リック                             | 1R 0:44 チョークスリーパー       | HOOKnSHOOT: Trial                                             | 1999年1月30日  |
| ○    | Larry Koneizka                             | 1R 腕ひしぎ十字固め              | Chicago Challenge 5                                           | 1998年11月1日  |
| ○    | マイク・ハルトン                           | 1R 2:58 腕ひしぎ十字固め         | Extreme Challenge 17                                          | 1998年4月11日  |
| ×    | ヘンリー・マタモロス                       | 1R 11:13 ギブアップ              | Extreme Challenge 13                                          | 1998年1月16日  |

### グラップリング
| 勝敗 | 対戦相手         | 試合結果          | 大会名                         | 開催年月日    |
| △    | ペドロ・ムニョス | 20分終了 時間切れ | Metamoris The Underground      | 2015年8月14日 |
| ×    | ライアン・ホール | -                 | ADCC 2009 【66kg未満級 1回戦】 | 2009年9月26日 |

## 獲得タイトル
- 初代IHCフェザー級王座（2002年）
- 初代修斗米大陸ライト級王座（2005年）
- APEX世界フェザー級王座（2006年）